# Liste der Ständigen Vertreter Norwegens bei der NATO
Liste der ständigen Vertreter Norwegens bei der Organisation des Nordatlantikvertrags (NATO) in Brüssel.

## Ständige Vertreter

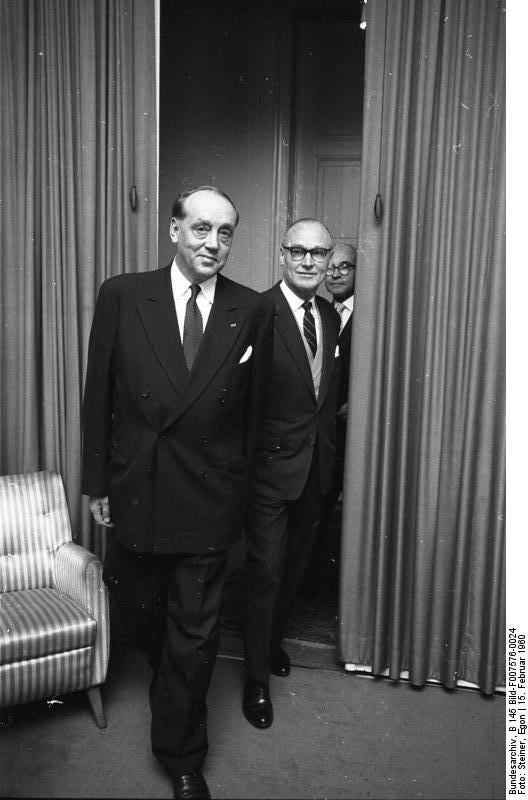
Arne Skaug in Bonn (1960)

- 1952–1955: Arne Skaug
- 1955–1963: Jens Boyesen
- 1964–1970: Georg Kristiansen
- 1970–1971: Knut Aars
- 1971–1977: Rolf Busch
- 1977–1984: Kjeld Vibe
- 1984–1989: Eivinn Berg
- 1989–1992: Bjørn Inge Kristvik
- 1992–1998: Leif Mevik
- 1998–2002: Hans Jacob Bjørn Lian
- 2002–2006: Kai Eide
- 2006–2010: Kim Traavik
- 2010–2014: Vegard Ellefsen
- 2014–2018: Knut Hauge
- seit 2018: Øystein Bø